# Técou
Técou é uma comuna francesa na região administrativa da Occitânia, no departamento de Tarn. Estende-se por uma área de 19.40 km², e possui 987 habitantes, segundo o censo de 2018, com uma densidade de 51 hab/km².